# Tinka Bechert

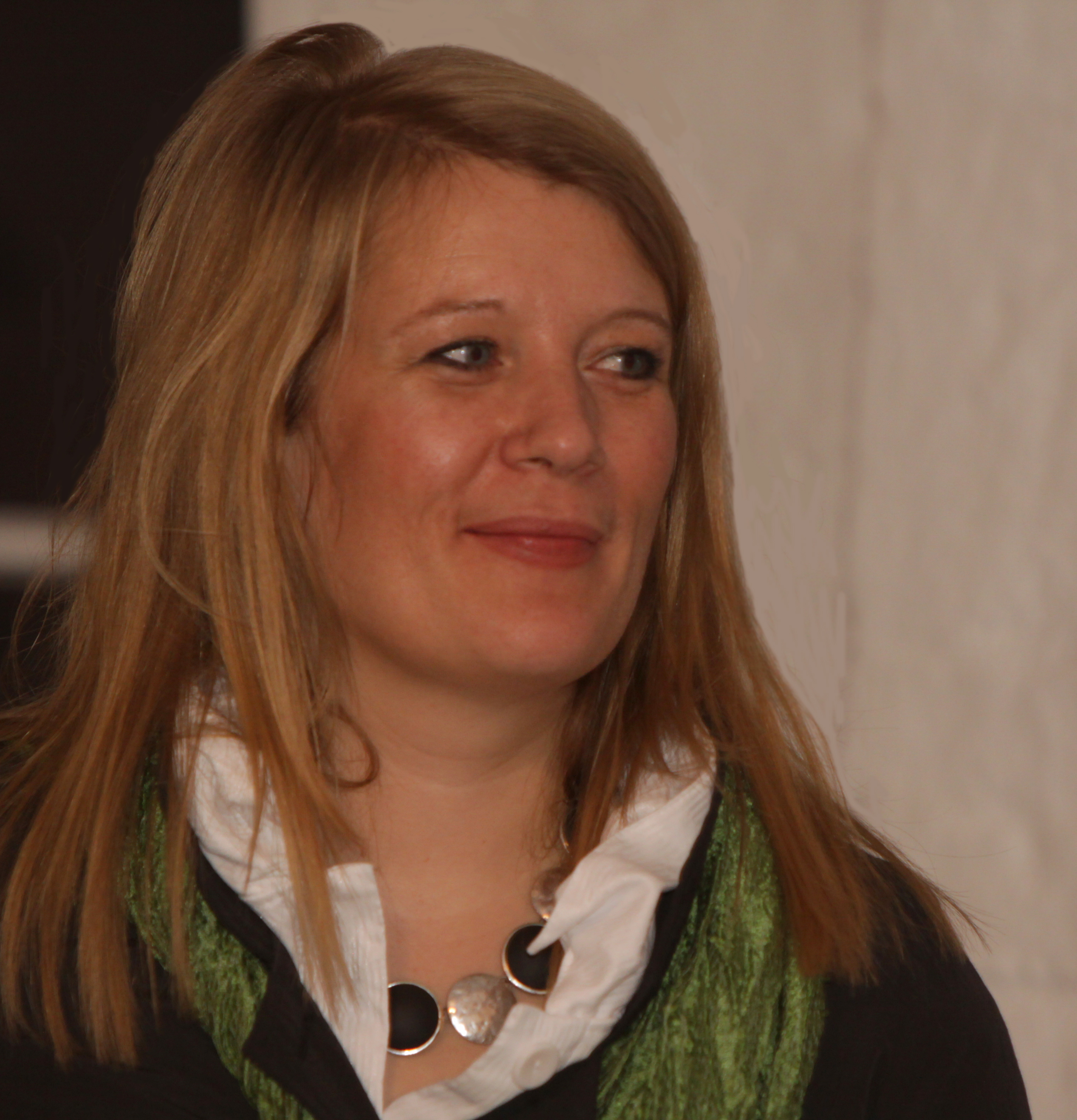
Tinka Bechert bei ihrer Retrospektive/Ausstellung in der Kunsthalle Brennabor, Brandenburg an der Havel, 2013

Tinka Bechert (* 14. März 1975 in Berlin) ist eine in Berlin und Irland lebende bildende Künstlerin.

## Leben und Wirken
Tinka Bechert ist in Berlin aufgewachsen und erhielt ihre erste künstlerische Bildung im Elternhaus, welches über mehrere Generationen von Künstlern und Wissenschaftlern geprägt ist. Die Verwandtschaft mit dem Berliner Malerehepaar Sabine und Reinhold Lepsius, dem Ägyptologen Karl Richard Lepsius und dem Maler Max Ernst beeinflussten die Künstlerin schon früh, später auch als Material für ihre künstlerischen Projekte. Ihr Interesse an Wissenschaft und Architektur wurde durch den Vater und Wissenschaftler (Physik & Bionik) Dietrich Wolfgang Bechert und ihren Onkel Eckhard Schulze-Fielitz (Architekt) geweckt. Nach dem Abitur am Beethoven-Gymnasium und ihren Reisen in Zentralamerika und West-Europa studierte Tinka Bechert im Nordwesten Irlands Kunst und absolvierte dort 2003 den Bachelor of Fine Arts am Institute of Technology in Sligo. Sieben Jahre später fügte sie den Master of Visual Arts Practice am Institute of Art  Design + Technology, Dun Laoghaire, Dublin, hinzu.
Das Schaffen der bildenden Künstlerin konzentriert sich auf Malerei, Collage und Installation. Auch Künstlerbücher zählen zu ihren Ausdrucksformen; bereits 2004 hat sie mit der Edition Mariannenpresse Berlin und dem Schriftsteller Eckardt Momber ihr erstes literarisches Projekt (Chinamesser) verwirklicht. Weitere Verbindungen ihrer Arbeit mit literarischen Stilen entstanden mit den Schriftstellern Emil Mündlein (Eine Spur im Strom) und dem Berliner Lyriker Björn Kuhligk, der sich in verschiedenen Texten mit Becherts Arbeit beschäftigte.
Neben internationalen Ausstellungen ihrer Malerei realisierte die Künstlerin ambitionierte Forschungs- und Wissenschaftsprojekte, u. a. mit der Berlin-Brandenburgischen Akademie der Wissenschaften (BBAW) und dem Hanse-Wissenschaftskolleg in Delmenhorst. Sie erhielt immer wieder Projektförderungen und Stipendien der Irischen Künstlerförderung Arts Council Of Ireland, beispielsweise ein Aufenthaltsstipendium am Banff Centre (2007), ein Reisestipendium für ihr Triangulations-Projekt in Ägypten (2010) sowie ein halbjähriges Spark Residency Programm des County Leitrim Arts Office, Irland (2016/17). 2016 waren Tinka Becherts Arbeiten in der Endauswahl des Derwent Kunstpreises in England vertreten. 2021 wurde mit dem VisuaI Artists Ireland Center Culturel Irlandais Paris Residency Award ausgezeichnet.
Tinka Becherts Arbeiten sind weltweit in öffentlichen und privaten Sammlungen in Brasilien, Kanada, Deutschland, Österreich, Irland und Großbritannien vertreten, wie beispielsweise im Office of Public Works, Irland, in der Staatsbibliothek zu Berlin, in der National Art Library des Victoria & Albert Museums, London, und in der Tate Britain, London. Sie lebt und arbeitet in Irland und Berlin.

## Veröffentlichungen
- Künstlerbuch, Artists’ Book: Chinamesser. Bilder Tinka Bechert/ Texte Eckhardt Momber, 120. Druck der Edition Mariannenpresse, Berlin 2005, ISBN 3-926433-40-X.
- Künstlerbuch, Artists’ Book: Eine Spur im Strom. Grafik & Bilder von Tinka Bechert/ Erzählung von Emil Mündlein, Quetsche, Verlag für Buchkunst, Witzwort 2011, ISBN 978-3-939307-34-1.
- Tinka Bechert: Triangulations, Eine Ausstellung. In: Verena M. Lepper, Ingelore Hafemann (Hrsg.): Karl Richard Lepsius. Der Begründer der deutschen Ägyptologie. Kulturverlag Kadmos, Berlin 2012, ISBN 978-3-86599-176-8, S. 220–250.
- Monographie (Werkkatalog): Tinka Bechert: Von Malerei und anderen Abenteuern 2003–2013/ Of Painting and Other Adventures 2003–2013. Art In Flow Verlag, Berlin 2013, ISBN 978-3-938457-15-3.
- Tinka Bechert: Triangulations, Ein Ausstellungs- und Forschungsprojekt. In: H. Parzinger, S. Aue, G. Stock (Hrsg.): ArteFakte: Wissen ist Kunst – Kunst ist Wissen. Reflexionen und Praktiken wissenschaftlich-künstlerischer Begegnungen. transcript Verlag, Bielefeld 2014, ISBN 978-3-8376-2450-2, S. 149–172.
- Art in Progress, Science meets fiction. Publikation des Hanse-Wissenschaftskollegs, Delmenhorst 2016.
- Fresh Paint Magazine. Nr. 12/ 2016, Tinka Bechert, S. 38–40. ISSN 2469-4150
- BLAU. Magazin, Rubrik: Dichter dran. Bild von Tinka Bechert: Eisbär, mit einem Gedicht von Björn Kuhligk: Was der Bär sagt, Kunstmagazin, Nr. 12, Sommer 2016, S. 30.
- SWIM 03 - Changing Mediums (SWIM ist eine jährliche Kunstpublikation mit Sitz in London. Jede Ausgabe ist das Ergebnis einer engen Zusammenarbeit mit Künstlern, die an einem bestimmten Thema arbeiten)[11]

## Einzelausstellungen (Auswahl)
- New Work, Custom House Studios, Westport, County Mayo, Irland (2004)
- Lineage, Sligo Art Gallery, Irland (2004)
- Return Trip, The Other Gallery, Banff Centre for the Arts, Alberta, Kanada (2007)
- New Paintings, Malerei, Summit Fine Art Gallery, Alberta, Kanada (2008)
- Explorations, Malerei von Tinka Bechert, Galerie Ardizon, Bregenz, Österreich (2008)
- Neue Malerei, Galerie 21, Braunschweig (2009)
- Triangulations, Berlin-Brandenburgische Akademie der Wissenschaften (2011/12)
- Von Naumburg zum blauen Nil, Ausstellungsbeitrag, Stadtmuseum Naumburg (2012)
- Von Malerei und anderen Abenteuern, 2003–2013, Retrospektive, Kunsthalle Brennabor, Brandenburg an der Havel (2013)
- Synesthesia; 25 subjects, Rauminstallation am Hanse-Wissenschaftskolleg, Delmenhorst (2014)
- Shadow of Ourselves, Priors PLM & Spark Residency Programme & Arts Office & Leitrim County Council, Ireland (2016)
- Tinka Bechert & Nils Kasiske, Galerie Gerken, Berlin, Germany (2016)
- Metamorphosis/ Die Verwandlung, Galerie Gerken, Berlin (2019)[12]
- nature│pattern, Custom House Studios Gallery, The Quay, Westport[13]
- READYMADE #1 at Oonagh Young Gallery[14], Dublin (2022)

## Gruppenausstellungen (Auswahl)
- Iontas, Sligo Art Gallery, Sligo, Irland (2005)
- King House, Invited Artists, Boyle Arts Festival, Roscommon, Irland (2007)
- Skew Gallery, Calgary, Alberta, Canada (2008)
- LSC Open, Leitrim Sculpture Centre, Manorhamilton, Leitrim, Irland (2008)
- Fenderesky Gallery, Belfast, Nordirland (2008)
- Posted Project 4: SKART Artists Collaboration, Cork, Irland (2009)
- EIGSE, Carlow Arts Festival, Irland (2009)
- RUA RED, Summer Show, Dublin, Irland (2009)
- Anonyme Zeichner, Kunstraum Bethanien, Berlin (2009)
- Berlin Art Projects, Berlin (2010)
- An Exchange with Sol LeWitt, Massachusetts Museum of Contemporary Art (MASS MOCA), Massachusetts, USA (2011)
- Urlaub in Berlin, Atelierhof Kreuzberg, Berlin (2011)
- The cuts are allright, Kreuzberg Pavillon, Berlin (2011)
- Before today is tomorrow, IAC Berlin (2011)
- Haus, Het Wilde Weeten, Rotterdam, Holland (2012)
- Working.Drawing, The Dock Arts Centre, Leitrim, Ireland (2012)
- Vermessung, Kunstverein Neukölln, T27, Berlin (2012)
- The Model Arts Centre, Sligo, Irland (2015)
- Derwent Art Prize Exhibition, The Mall Galleries, London, UK (2016)
- Fenderesky Gallery, Belfast, UK (2017)
- Claremorris Open Exhibiton, 40th Anniversary Exhibit, curated by Tom Morton, Claremorris, Irland (2017)
- Fight or Flight, New York Painting Center, NY, USA (2017)
- Best of galerie gerken[15], Galerie Gerken, Berlin (2018)
- Home: Being and Belonging in Contemporary Ireland, The Glucksman University College Cork[16], Irland (2021)